# Pulau Bungin
Pulau Bungin is een bestuurslaag in het regentschap Sumbawa van de provincie West-Nusa Tenggara, Indonesië. Pulau Bungin telt 3025 inwoners (volkstelling 2010).